# Gustafva Hellgren
Johanna Gustafva Hellgren, född 1796, död 1872, var en svensk bibliotekarie. 
Hon var dotter till en styckgjutare vid Finspångs bruk. Efter faderns självmord bosatte hon sig 1816 i Stockholm med sin mor och sina systrar Anna Lena (1785-1835) och Aurora Hellgren. Hon gifte sig aldrig.
Hennes syster Anna Lena blev 1817 klädmäklerska. Hennes syster Aurora Hellgren ansökte år 1822 om tillstånd att öppna lånebibliotek, och öppnade sedan det Hellgrenska lånebiblioteket, som växte till att under 1860-talet bli ett av Stockholms största. Aurora Hellgren drev biblioteket med sina systrar Anna Lena och Gustafva och öppnade även ett kommissionskontor, en arbetsförmedling för tjänare, som sköttes av Gustafva Hellgren. Aurora Hellgren lämnade Sverige när dottern avled i USA 1854, och hon reste dit för att ta hand om sina barnbarn. Hon överlät då båda verksamheterna i Stockholm på sin syster Gustava, som drev dem vidare fram till 1869. 
I Dagens Nyheter från 1872 beskrevs hur mamsell Johanna Gustafva Hellgren "nedtrycktes de senare åren af kroniskt lidande, men sträfvade icke dess mindre framåt på den bana hon öppnat för att fortfarande kunna vara ett stöd för sina obemedlade slägtingar". 